# Silnice II/110
Silnice II/110 je česká silnice II. třídy v okrese Benešov, dlouhá 28 km. Vede z Benešova přes Ostředek do Sázavy a patří v rámci okresu mezi významné spojnice.

## Trasa

### Středočeský kraj

#### Okres Benešov
- Benešov
  - odbočení z I/3 (kruhový objezd)
  - odbočka Mariánovice
  - ulice Křižíkova, Jana Nohy, Konopišťská, Nádražní, Táborská, Hráského, Na Chmelnici, Vlašimská
  - křížení a krátká peáž s II/112
- Bedrč
- Soběhrdy
- Kozmice
- Ostředek (obchvat)
  - křížení s dálnicí D1 (exit 34)
  - křížení s II/113 (Ostředek/Vodslivy)
- odbočka Choratice
- Dojetřice
- Sázava
  - staré městečko (ul. Benešovská)
  - Černé Budy (napojení na II/335)

## Vodstvo na trase
U Benešova vede přes Benešovský potok, v Bedrči přes Okrouhlický potok a v Sázavě přes Sázavu.